# Ksi de l'Àguila
Ksi de l'Àguila (ξ Aquilae) és una estrella de la constel·lació de l'Àguila.
KSi de l'Àguila és una estrella gegant del tipus G amb una magnitud aparent de +4,71. Es troba aproximadament a uns 204 anys llum de la Terra.